# Ognjen Kraus
Ognjen Kraus (Zagreb, 4. listopada 1945.), hrvatski liječnik, urolog, pisac, predsjednik "Židovske općine Zagreb" (ŽOZ) i koordinator "Židovskih općina Hrvatske".

## Biografija

### Podrijetlo, djetinjstvo i školovanje
Dr. Ognjen Kraus je rođen 4. listopada 1945. u Zagrebu u židovskoj porodici Ive i Herme Kraus. Ognjenovi preci s očeve strane su bili trgovci, poduzetnici i obrtnici, koji su se doselili u Hrvatsku početkom 19. stoljeća kad je Židovima dopušteno naseljavanje u ovim područjima Austrijskog Carstva. Obitelji od kojih potječe doselile su se iz Moravske i Češke; Ognjenov pradjed Ignacs Krausz i prabaka Berta, rođ. Herrnheiser, živjeli su u Daruvaru, gdje se rodio i njegov djed Josip, a iz Bjelovara je porodica Ognjenove bake Ruže, tj. pradjed Samuel Schwarz i prabaka Nanete rođ. Löwy. Krausovi žive u Zagrebu od početka 20. stoljeća, tj. od dolaska Ognjenovog djeda Josipa u Zagreb 1906. godine. Ognjenovu majku Hermu su tijekom Drugog svjetskog rata kao studenticu medicine uhitili i zatvorili u Ljubljani, nakon čega je bila prebačena u zatvor u Italiji. Nakon kapitulacije Italije bila je internirana u Švicarskoj. Ognjenov otac je uspio pobjeći iz Zagreba, spasiti svoju majku, i prijeći u Italiju. Odande je prebjegao u Švicarsku, gdje je na Ženevskom jezeru sreo Hermu. Ondje su se i vjenčali. Ognjen je u ŽOZ počeo zalaziti kao dijete, negdje 1949. godine. Čitavo djetinjstvo i mladost ljeti je išao na židovska ljetovanja na jadranskoj obali. Sa sestrom blizankom, Živom Kraus, u Zagrebu je pohađao Klasičnu gimnaziju. Za razliku od svog oca, nakon srednje škole odlučio se za studij medicine, ugledajući se na majku. Nakon diplome na Medicinskom fakultetu Sveučilišta u Zagrebu 1971. godine, usavršavao se u Londonu, Parizu, Hradec Kralovu i Budimpešti.

### Karijera i rad u ŽOZ-u
1972. zaposlio se na Klinici za urologiju KB Mladen Stojanović (danas KBC Sestre milosrdnice). Godine 1977. godine imenovan je voditeljem Odsjeka dječje urologije, a od 1979. do 1990. bio je zamjenik predstojnika Klinike za urologiju KBC Sestre milosrdnice. 2000. godine, nakon mukotrpnog rada, imenovan je predstojnikom Klinike za urologiju KBC Sestara milosrdnica. Za svoj rad, osobito odnos prema pacijentima, dobio je 2001. godine priznanje, Plaketu grada Zagreba kao liječnik i humanist. Izvanredni je profesor Medicinskog fakulteta Sveučilišta u Zagrebu. Član je Svjetskog i Europskog urološkog udruženja, te član organizacijskog odbora Srednjoeuropskog urološkog udruženje. Služi se francuskim, talijanskim i engleskim jezikom, a hobi mu je fotografija. Od kada je 1993. godine postao predsjednik ŽOZ-a, nakon što se s te pozicije povukao Nenad Porges, težišta njegova programa bili su materijalno osamostaljenje ŽOZ-a, homogenizacija židovske zajednice u Hrvatskoj, te socijalno-humanitarni i kulturni rad. Za predsjednika ŽOZ-a biran je 1997., 2001., 2005., 2009. i 2013. godine. Od 1994. do 1999. bio je član Izvršnog odbora Vijeća židovskih općina Europe, a 1995. postao je predsjednik Koordinacije židovskih općina u Hrvatskoj.

### Obitelj
Godine 1978. oženio je Hrvaticu Sanju Milković s kojom je dobio sina Jašu. Ognjenov posinak Saša, koji nosi njegovo prezime, je živio u Izraelu sedam godina i služio je u Izraelskim obrambenim snagama (IDF). Saša trenutno živi u Kanadi sa svojom obitelji. Ognjenov sin Jaša je diplomirani pravnik koji trenutno radi u renomiranom odvjetničkom uredu "Odvjetničko društvo Hanžeković & Partneri". Kao i njegov otac, djed i baka, i Ognjen sa svojom obitelji pripada sekularnim Židovima, što znači da svoj identitet ne povezuje samo s religijskom tradicijom, ali je poštuje.

## Djela
- Antisemitizam, holokaust, antifašizam;  Židovska općina Zagreb, Zagreb, 1996.
- Dva stoljeća povijesti i kulture Židova u Zagrebu i Hrvatskoj;  Židovska općina Zagreb, Zagreb, 1998.